# Bryn Athyn, Pennsylvania
Bryn Athyn, Pennsylvania (енгл. Bryn Athyn) град је у америчкој савезној држави Пенсилванија.

## Демографија
По попису из 2010. године број становника је 1.375, што је 24 (1,8%) становника више него 2000. године.
| Група             | 2000.         | 2010.         |
| Белци             | 1.300 (96,2%) | 1.258 (91,5%) |
| Афроамериканци    | 14 (1,0%)     | 37 (2,7%)     |
| Азијати           | 17 (1,3%)     | 35 (2,5%)     |
| Хиспаноамериканци | 9 (0,7%)      | 17 (1,2%)     |
| Укупно            | 1.351         | 1.375         |